# シェービングプレス
シェービングプレス（英語：shaving press）とは、プレス加工による剪断加工を行うプレス機械。シェービング加工機ともいう。JISに本加工に用いるプレス機械として定義されている。
通常の打ち抜き加工では得られない、ダレやカエリのないきれいな剪断面が必要な場合に用いられる。専用のプレス機械を用いずとも通常の汎用プレス機械にシェービング加工を行うための金型（通常の抜き加工と兼用の単発用または順送金型）を用いて行われる。
抜き加工時に断面をわずかに（板厚の5%〜10%程度）削って滑らかにする。シェービング加工はたいていの場合、抜き加工のあとに別工程（大抵は順送金型による連続加工）で行われるため手間がかかるうえに精度も落ちるため問題も多いが、中には同時にそれを行えるようになっており手間を省ける仕様のものもある。

## JISの定義
JIS規格 プレス機械-用語（JIS B 0111）において『シェービング加工用の機械プレス。』と記されている。